# Varichaetadrilus fulleri
Varichaetadrilus fulleri är en ringmaskart som beskrevs av Brinkhurst och Katham 1938. Varichaetadrilus fulleri ingår i släktet Varichaetadrilus och familjen glattmaskar. Inga underarter finns listade i Catalogue of Life.